# Pandanus inquilinus
Pandanus inquilinus är en enhjärtbladig växtart som beskrevs av Benjamin Clemens Masterman Stone. Pandanus inquilinus ingår i släktet Pandanus och familjen Pandanaceae. Inga underarter finns listade.